# Namakoe Nkhasi
Namakoe Nkhasi (né le 10 janvier 1993) est un athlète lésothien, spécialiste des courses de fond.

## Biographie
Il remporte la médaille de bronze du 10 000 m lors des Championnats d'Afrique 2016, à Durban.

### Palmarès
| Date | Compétition            | Lieu   | Résultat | Épreuve  | Temps         |
| ---- | ---------------------- | ------ | -------- | -------- | ------------- |
| 2016 | Championnats d'Afrique | Durban | 3e       | 10 000 m | 28 min 6 s 33 |

### Records
| Épreuve  | Performance    | Lieu   | Date         |
| -------- | -------------- | ------ | ------------ |
| 10 000 m | 28 min 06 s 33 | Durban | 22 juin 2016 |